# ジョージ・ウルフ
ジョージ・モンロー・ウルフ（George Monroe Woolf、1910年5月10日 - 1946年1月4日）は、アメリカ合衆国の騎手。カナダ出身。アイスマン（The Iceman）の愛称で知られる。

## 略歴
カナダ・アルバータ州カードソンの牧場で生まれた。母はサーカスの曲乗り師で、父もロデオの騎乗経験があるという環境もあって、彼が10代の時にはロデオや競馬で騎乗を始めている。1928年にサラブレッド競馬のプロ騎手としてバンクーバーで騎乗を開始し、その後メキシコ合衆国ティフアナ、そしてカリフォルニア州アルカディアに移った。
サンタアニタパーク競馬場を拠点とし、当時のアメリカのトップ騎手の一人であり、大レースを前にしても冷静沈着であったことからアイスマンの愛称で知られる。
彼は糖尿病患者でもあったため、無理な減量ができず、騎乗数を抑えていたものの、97の主要ステークス競走に優勝し、ハリウッドゴールドカップ、アメリカンダービー、ベルモントフューチュリティステークスはいずれも3連覇を達成したほか、1935年に当時初の10万ドル賞金競走という触れ込みで創設されたサンタアニタハンデキャップもアザカールという馬で、後にアメリカ競馬殿堂入りしたエクイポイズ、トゥエンティグランドといった錚々たる名馬を破って優勝し、記念すべき第1回の勝利騎手となった。アメリカ三冠競走ではケンタッキーダービーは2着2回の未勝利だったが、1936年のプリークネスステークスを優勝している。
また1938年のピムリコスペシャルハンデキャップではシービスケットに騎乗し、前年の優勝馬で三冠馬のウォーアドミラルとの2頭立てのマッチレースで破った点も特筆される。シービスケットは彼の乗った騎乗馬の中で最高の競走馬と答えている。
しかし1946年1月3日、サンタアニタパーク競馬場の第4競走において落馬、翌日死亡した。35歳の若さでのトップ騎手の死は国内に衝撃を与え、1950年には「ジョージ・ウルフ記念騎手賞」という彼を記念した騎手賞が創設されたほどであった。18年間のキャリアで通算3784戦721勝、2着589回、3着468回、勝率は19.1%であった。また1955年にはアメリカ競馬殿堂、1956年にはカナダスポーツ殿堂、1976年にはカナダ競馬殿堂入りを果たしている。
また彼の銅像もサンタアニタパーク競馬場のヨーロピアンスタイルパドックに立てられ、遺体はカリフォルニア州グランデールに埋められている。
2003年の映画『シービスケット』では、ゲイリー・スティーヴンス騎手がウルフ役を演じた。スティーヴンスもアメリカ競馬殿堂入りを果たしており、またウルフ記念賞も1996年に受賞している一流騎手であった。

## 騎乗馬
- シービスケット
- ワーラウェイ